# 島嶼龜金花蟲
島嶼龜金花蟲（学名：Cassida insulana）为金花蟲科龜金花蟲屬下的一个种。